# Jūsō
Jūsō (十三, lit. "Treize") est un quartier de l'arrondissement Yodogawa-ku au nord de la ville d'Osaka, au Japon.

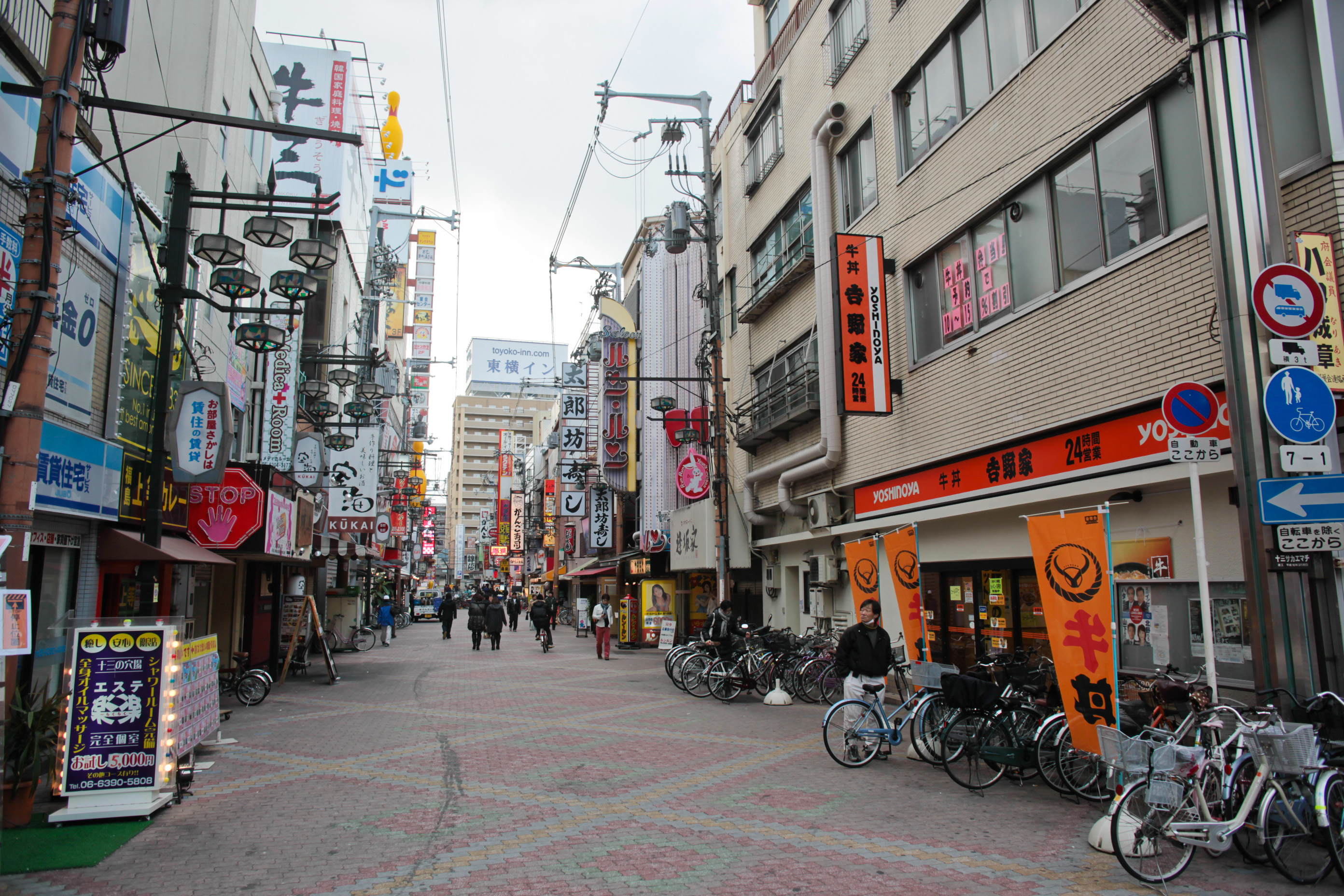
Sakaemachi, Jūsō

Le cœur du quartier est la gare de Jūsō, un nœud de connexions pour les lignes de train Hankyu. Le quartier est typique de la culture unique d'Osaka. Situé de l'autre côté de la Rivière Yodo par rapport au centre d'Osaka, Jūsō est idéalement situé pour un accès facile par les lignes Hankyu : 24 minutes depuis Kobe (Kobe-Sannomiya) à l'ouest et 40 minutes depuis Kyoto (Gare Kawaramachi) pour le nord-est.
Jūsō est un des quartiers chauds connus d'Osaka.
En août de chaque année, un énorme feu d'artifice a lieu à côté de la Rivière Yodo ; les personnes qui assistent à cette célébration portent souvent des yukatas et des sandales en bois (geta). En 2013, 500.000 personnes seraient venues dans le quartier pour admirer le feu d'artifice.

## Histoire
Le nom Jūsō est écrit avec les kanji pour "treize." Une théorie veut que le nom indique que c’était l'endroit du treizième arrêt pour le transport sur la Rivière Yodo qui allait de Kyoto à la Baie d'Osaka. Selon une théorie moins souvent admise, le nom provient de la numérotation de l'ancien système d'attribution des terres jorisei (条里制).
La gare de Jūsō a ouvert en 1910 ; c’était un arrêt sur la ligne de train Minoo-Arima (maintenant la Ligne Hankyū Takarazuka).
Le quartier est devenu partie de la Ville d'Osaka en 1925. L'administration d'Osaka a construit le Pont Juso sur la Yodogawa en 1932.

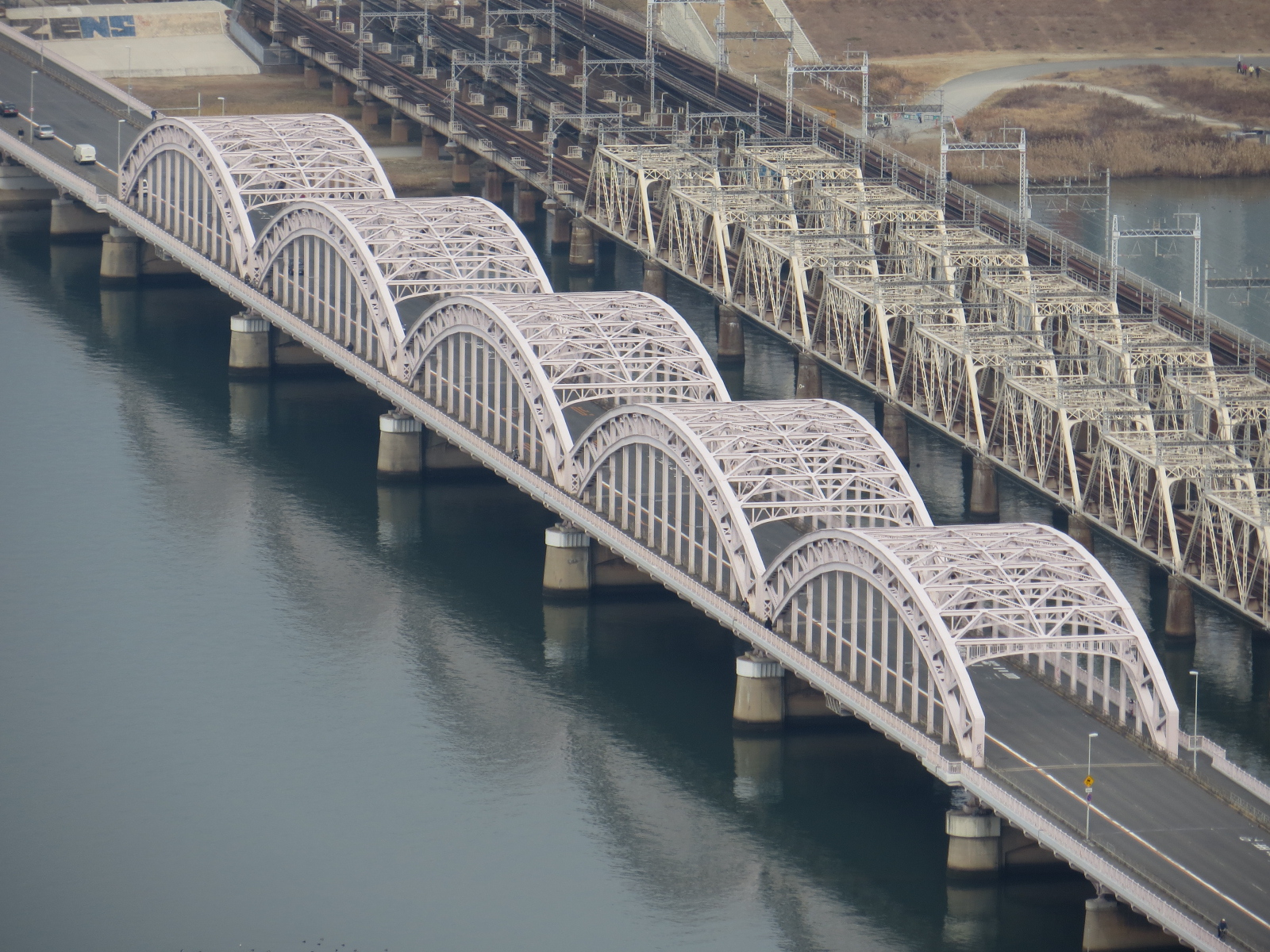
Pont Juso, vu depuis le Umeda Sky Building

Le dojo d'aikido de Steven Seagal, Tenshin Aïkido, a ouvert à Juso en 1975 ; c’était le premier dojo géré par un étranger au Japon.
Juso a été l'un des emplacements d'Osaka utilisés en 1989 par Ridley Scott pour le film Black Rain : dans la scène tournée dans Juso, Michael Douglas et Andy García sont entourés par un gang de motards alors qu'ils marchent vers leur hôtel après le dîner à Dōtonbori (bien que Juso et Dotonbori soient en fait séparés de plusieurs kilomètres).
En 2021, un groupe local d'artistes a réalisé plusieurs fresques murales dans le quartier, avec la volonté de le dynamiser avant l'exposition universelle de 2025.